# Покровское (Архангельская область)
Покро́вское — посёлок в Онежском районе Архангельской области России. Административный центр Покровского сельского поселения.

## География
Посёлок находится в северо-западной части Архангельской области, в подзоне северной тайги, на берегах реки Пильемы, вблизи места впадения её в залив Онежская губа Белого моря, при автодороге 11К-572, на расстоянии примерно 8 километров (по прямой) к северу от города Онеги, административного центра района. Абсолютная высота — 6 метров над уровнем моря.

### Климат
Климат характеризуется как умеренно континентальный, влажный, с продолжительной холодной зимой и коротким прохладным летом. Среднегодовая температура воздуха +0,8 °C. Средняя температура воздуха самого холодного месяца (января) −12 °C (абсолютный минимум −45 °C), средняя температура самого тёплого (июля) +15,9 °С (абсолютный максимум +34 °C). Продолжительность безморозного периода составляет 106 дней. Годовое количество атмосферных осадков — 529 мм, из которых 369 мм выпадает в тёплый период. Устойчивый снежный покров устанавливается в первой декаде ноября и держится до конца апреля — начала мая.

### Часовой пояс
Покровское, как и вся Архангельская область, находится в часовой зоне МСК (московское время). Смещение применяемого времени относительно UTC составляет +3:00.

## Население
| 2002 | 2010 | 2012 |
| ---- | ---- | ---- |
| 654  | ↘623 | ↗746 |

### Национальный состав
Согласно результатам переписи 2002 года, в национальной структуре населения русские составляли 97 %.

## Экономика и транспорт
Вблизи посёлка находится карьер «Покровский»; предприятие добывает в Покровском гранитном месторождении щебень для строительных и железнодорожных работ. Карьер соединён железнодорожной веткой со станцией Онега. Через посёлок проходит автодорога Архангельск — Онега.